# Sovršna kota
Sovŕšna kóta sta v geometriji kota, ki imata skupni vrh, za krake pa imata nasprotno usmerjene dopolnilne poltrake. Sovršna kota sta vedno enako velika oziroma skladna.
Premici, ki se sekata v točki P, določata dva para sovršnih kotov (glej sliko): sovršna sta α in γ pa tudi β in δ. V vseh primerih kjer se sekata dve premici je vsota prvega para sokota in vsota drugega para sokota enaka 180 stopinj.